# Крячок карибський
Крячок карибський (Sternula antillarum) — вид сивкоподібних птахів підродини крячкових (Sterninae) родини мартинових (Laridae). Поширений в Північній Америці.

## Опис

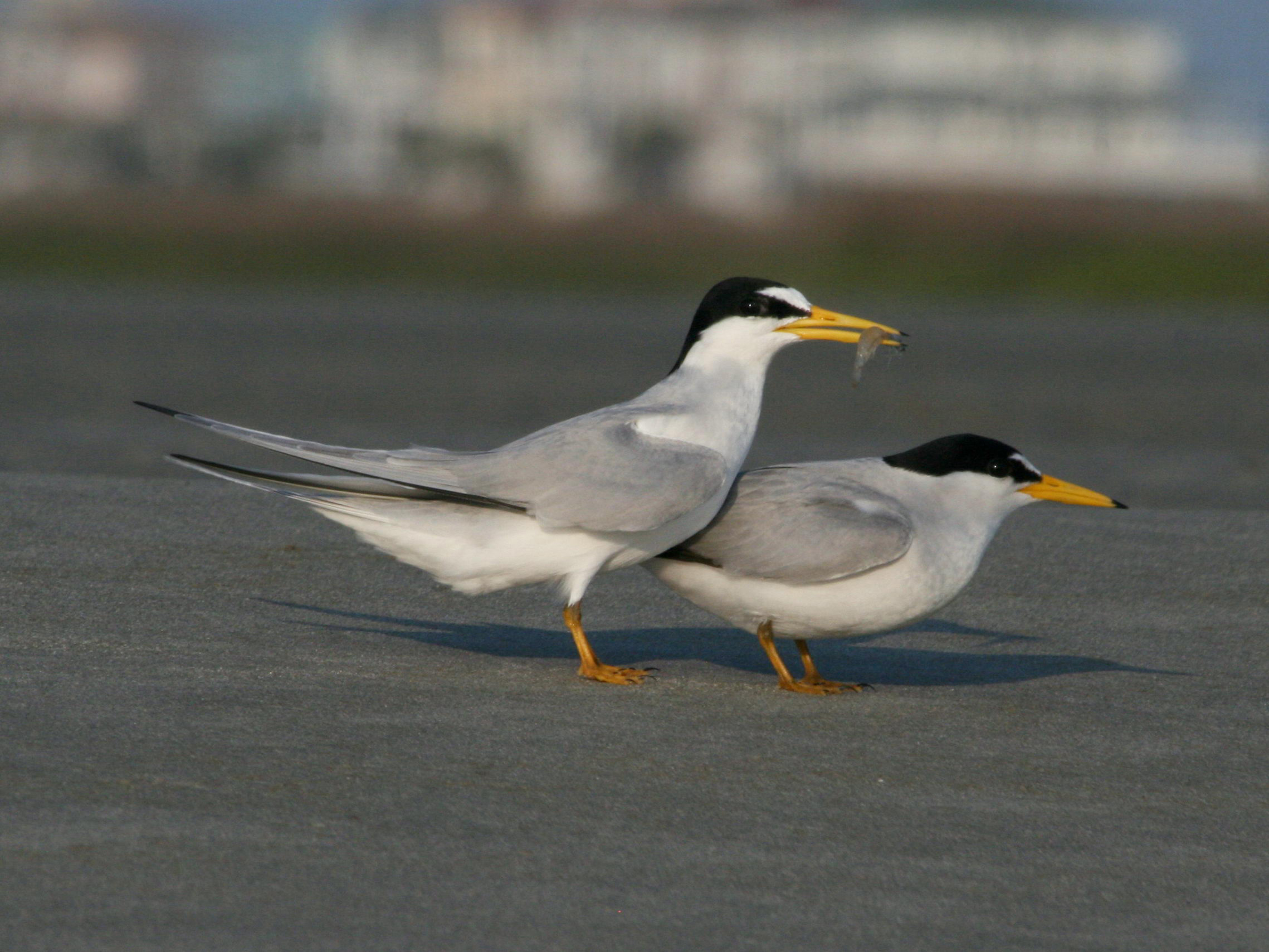
Sternula antillarum

Довжина крячки 22—24 см, розмах крил близько 50 см. Важить 39—52 г. Верхня частина має рівномірний світло-сірий колір, а нижня частина біла. Голова біла, за винятком корони, яка чорна, як і сміга, що проходить від дзьоба через очі. Біле чоло. Дзьоб жовтий з чорним кінчиком влітку і зовсім чорнуватий взимку. Ноги жовтуваті. Крила в основному світло-сірі, хоча має чорні зовнішні частини.

## Спосіб життя
Цей вид трапляється на морському узбережжі, в озерах, річках та естуаріях. Харчується мальками дрібної риби, креветками, морськими хробаками, іноді літаючими комахами. Сезон розмноження починається з квітня по середину червня залежно від місцевості. Він розмножується в різноманітних місцях існування, від безплідних піщаних пляжів до парковок і дахів. Птахи утворюють колонії від 5 до 200 пар. Це мігруючий вид, хоча деякі популяції на півночі Південної Америки та на тихоокеанському узбережжі Мексики можуть проживати цілий рік.

## Поширення
Птах гніздиться вздовж майже усього узбережжя Північної Америки, за винятком Аляски та Канади, на північному узбережжі Центральної Америки та локально на північному узбережжі Південної Америки. Він також розмножується всередині річок у центральній частині США. Він перелітний, зимує на південному узбережжі Центральної Америки, а також на північному та атлантичному узбережжі Південної Америки аж до центральної Бразилії.

## Підвиди
Виділяють три підвиди:
- S. a. browni (Mearns, 1916) — уздовж узбережжя Тихого океану від затоки Сан-Франциско до Нижньої Каліфорнії, а також на захід і південь від Мексики; зимує переважно вздовж західного та південного узбережжя Мексики.
- S. a. athalassos (Burleigh & Lowery, 1942) — уздовж річок у внутрішній частині Північної Америки, від північних Великих рівнин до Техасу та північної Луїзіани; зимує на півночі Бразилії.
- S. a. antillarum Lesson, 1847 — на східному узбережжі Америки від Мену до Техасу й аж до Гондурасу та через Карибський басейн до північної Венесуели; зимує на півночі Бразилії.